# Nonato (futebolista)
Raimundo Nonato Alves Mendes (Orocó, 19 de agosto de 1987) é um futebolista paralímpico brasileiro. 
Atualmente atua na seleção brasileira de futebol de 5, exclusiva a deficientes visuais, na qual representou seu país nos Jogos Olímpicos de Verão de 2016, no Rio de Janeiro.

## Títulos
- Copa América IBSA (2013)
- Mundial da IBSA (2014)
- Jogos Parapan-Americanos (2015, 2019 e 2023)
- Jogos Paralímpicos de Verão de 2012 - Medalha de ouro